# روبن سايديل
روبن سايديل (بالألمانية: Robin Seidl)‏ (21 يناير 1990 في النمسا - ) هو لاعب كرة طائرة النمسا. شارك في الكرة الطائرة في الألعاب الأولمبية الصيفية 2016.

## وصلات خارجية
- روبن سايديل على موقع الاتحاد الدولي beach volleyball database (الإنجليزية)
- روبن سايديل على موقع قاعدة بيانات الكرة الطائرة الشاطئية (الإنجليزية)
- روبن سايديل على موقع أوليمبيديا (الإنجليزية)